# Hanno Pevkur
Hanno Pevkur (Iisaku, 2 de abril de 1977) es un político estonio y expresidente del Partido Reformista Estonio. Actualmente se desempeña como ministro de Defensa de su país.
Anteriormente ejerció como ministro en las carteras de Asuntos Sociales (2009 a 2012), Justicia (2012 a 2014) e Interior (2014 a 2016).

## Primeros años de vida
Pevkur se graduó de la escuela secundaria Järva-Jaani y estudió derecho en la Escuela de Economía de Tallin y en la Universidad de Tartu. Hasta el año 2000, Pevkur trabajó como abogado.

## Carrera política
De 2000 a 2005, Pevkur trabajó en el Gobierno del Distrito de la Ciudad de Nõmme, primero como secretario administrativo y luego como jefe del Distrito de la Ciudad. De 2005 a 2007, estuvo en el Ayuntamiento de Tallin y se desempeñó como asesor del Ministro de Justicia. Entre 2007 y 2009, Pevkur fue miembro del 11.º Riigikogu y fue también miembro del Consejo Administrativo de Nõmme.
El 23 de febrero de 2009, Pevkur reemplazó a Maret Maripuu como ministro de Asuntos Sociales, después de que Maripuu decidiera renunciar debido a un escándalo causado por la incapacidad del Ministerio para garantizar la entrega a domicilio de pensiones y pagos de asistencia social a tiempo.
El 10 de diciembre de 2012 Pevkur fue nombrado ministro de Justicia.
Entre 2014 y 2016, Pevkur fue ministro del Interior en el primer y segundo gabinete de Taavi Rõivas.
El 23 de octubre de 2017, Pevkur fue elegido vicepresidente del Riigikogu en sustitución de Rõivas, que había dimitido tras un escándalo de acoso sexual.
El 13 de diciembre de 2017, Pevkur anunció que ya no se postularía para la presidencia del Partido Reformista en enero de 2018.

## Vida personal
Hanno Pevkur está casado y tiene dos hijos, un hijo y una hija. Además de su estonio nativo, habla ruso, inglés, alemán y finlandés.